# Zeleni bljesak
Zeleni bljesak je optička pojava u Zemljinoj atmosferi koja nastaje za vrijeme zalaska ili izlaska Sunca lomom svjetlosti na slojevima zraka različite gustoće, te traje nekoliko sekundi. Kut loma zelene svjetlosti malo je veći od kuta loma crvene svjetlosti, pa je prilikom izlaska i zalaska Sunca njegov gornji rub zelene boje, a donji crvene. Pojava se može opažati na svim zemljopisnim širinama, ali je za opažanje potrebna iznimno bistra atmosfera bez vlage.

## Objašnjenje
Zeleni bljesak je jedna od optičkih pojava koje nastaju u atmosferi, slično kao i duga – lomom svjetlosti.  To je ustvari kratkotrajan bljesak zelene svjetlosti, a nastaje iznad Sunca za vrijeme zalaska ili izlaska (kad je Sunce nisko nad obzorom) te traje nekoliko sekundi. Kako zrake svjetlosti prolaze kroz atmosferu, lome se zbog promjene u gustoći zraka. Na svakom sloju zraka različite gustoće dolazi do loma svjetlosti i tako se svjetlost svija prema površini Zemlje (gustoća atmosfere opada s visinom). Kut loma zelene svjetlosti je malo veći od kuta loma crvene pa je prilikom izlaska i zalaska Sunca njegov gornji rub zelene boje (engl. Green Rim), a donji crvene. No s obzirom na sjaj Sunca, to je teško primijetiti. Kako je valna duljina plave još manja od valne duljine zelene svjetlosti, ona se prolaskom kroz atmosferu i lomi jače od zelene pa bi bilo za očekivati da gornji rub Sunca bude plav, no plava boja je raspršena i daje boju nebu.
Zeleni bljesak se najčešće javlja u kombinaciji s miražima. Tako imamo kombinacije zelenog bljeska i donjeg miraža (engl. Inferior Mirage Green Flash) te zelenog bljeska i pojave koju neki znanstvenici nazivaju "lažni" miraž (engl. Mock Mirage & Green flash). U prvom slučaju (zeleni bljesak i donji miraž) dolazi do donjeg miraža zalazećeg Sunca - ispod pravog Sunca, vidimo dio njegove obrnute slike. Dok Sunce zalazi, ono i miraž se približavaju i preklapaju pri čemu tvore svojstven oblik Sunca. Sunce se spušta i zajedno s miražem tvori ovalni oblik. Kad Sunce gotovo nestane s obzora, pojavi se zeleni bljesak. Donji miraž zapravo povećava razliku između kutova refrakcije crvene i zelene svjetlosti. No, nećemo u svakoj situaciji gdje postoji donji miraž Sunca vidjeti i zeleni bljesak. Uvjeti za nastanak donjeg miraža su sloj toplog zraka nad oceanom, dok iznad njega temperatura zraka brzo opada s visinom. Da bi bili u poziciji u kojoj možemo uočiti zeleni bljesak, moramo biti iznad sloja toplog zraka, ali blizu morske površine. Takav zeleni bljesak traje 1 do 2 sekunde.
Za vrijeme izlaska Sunca, u kombinaciji s donjim miražem, možemo vidjeti crveni bljesak. Naime, situacija je sasvim obrnuta od one u kojoj nastaje zeleni bljesak. Nad obzorom se iznenada pojavi Sunce i kako se ono diže, pojavljuje se njegov donji miraž. Sunce i njegova obrnuta slika su ispočetka spojeni, no prilikom njihovog razdvajanja (pravo Sunce se diže, a miraž tone u ocean) se pojavljuje trenutan crveni bljesak svjetlosti koji se, zbog blještavila Sunca, teško može uočiti golim okom.
Drugi čest slučaj pojave zelenog bljeska je u kombinaciji s takozvanim "lažnim" miražem (engl. Mock Mirage). Preduvjet za nastanak takvog zelenog bljeska je postojanje temperaturne inverzije ispod promatrača. Kako je Zemlja zakrivljena, tako promatramo Sunce kroz inverziju, to jest vidimo svjetlost koja od Sunca ulazi u sloj inverzije i zbog zakrivljenosti Zemlje izlazi iz njega te upada u naše oko. Zalazak Sunca izgleda obično sve dok njegov donji rub ne dođe do inverzije. Oblici koje Sunce tada poprima mogu biti različiti - Sunce može nalikovati kupoli, pravokutniku ili hrpi palačinki. Od vrha Sunca kao da se "odlomi" komadić koji na par sekundi zasja zelenom bojom.

## Miraž
Miraž (franc. mirage, od mirer < lat. mirari: čuditi se) je optička pojava koja nastaje zbog loma svjetlosti u atmosferi, kada raslojavanje atmosfere nije jednoliko, pa nastaje totalno odbijanje (reflekija) svjetlosti među različito zagrijanim slojevima atmosfere, te svijanje zraka svjetlosti. Zbog toga se npr. planine i otoci čine kao da su podignuti u visinu i odvojeni od površine Zemlje, predmeti se vide iskrivljeni, dvostruki, trostruki i drugo. Pri donjem miražu je konkavna strana zrake svjetlosti okrenuta prema gore, a pri gornjem miražu prema dolje. Među pojave miraža ubraja se i fatamorgana.

### Fatamorgana
Fatamorgana u geofizici (arap. sarab, serab ili sirab) je optička pojava u Zemljinoj atmosferi, vrsta zrcaljenja u uzduhu, zbog kojega se pričinja kao da se u daljini vide predjeli i predmeti. Uzrok je prelamanje zraka svjetlosti i potpuno zrcaljenje (totalna refleksija) u različito ugrijanim slojevima uzduha. Fatamorgana se često vidi u pustinjama i tropskim krajevima (refleksija svjetlosti neba daje dojam jezera koje "bježi" kako se približavamo) i na moru (osobito u tjesnacu između Messine i Kalabrije; u pučkom se vjerovanju pripisivala djelovanju vile Morgane; legendu su na južnu Siciliju donijeli Normani). Zbog istoga uzroka vide se predmeti na moru (npr. brodovi) uzdignuti (nepreokrenuti).

## Slike
- Zeleni bljesak (Santa Cruz, Kalifornija, SAD)
- Razvoj zelenog bljeska u 5 slika.
- Razvoj zelenog bljeska kod zalaska Sunca.
- Gornji obod Sunca je zelen, dok je donji crven (most Golden Gate).

## Poveznice
|  | Zajednički poslužitelj ima još gradiva o temi Zeleni bljesak |